# Kvartslav
Kvartslav (Protoparmeliopsis muralis) är en lavart som först beskrevs av Johann Christian Daniel von Schreber, och fick sitt nu gällande namn av Maurice Gustave Benoit Choisy. Kvartslav ingår i släktet Protoparmeliopsis, och familjen Lecanoraceae. Arten är reproducerande i Sverige.